# 사회 혁신
사회 혁신, 사회적 혁신, 사회 이노베이션(social innovation)은 예를 들어 근무 조건, 교육, 공동체 개발 또는 건강 등으로 인해 발생하는 기존 해결책보다 더 나은 방식으로 사회적 요구를 충족시키는 것을 목표로 하는 새로운 사회적 관행이다. 이러한 아이디어는 시민사회의 확장과 강화를 목표로 만들어졌다. 사회 혁신에는 오픈 소스 방법 및 기술과 같은 혁신의 사회적 프로세스와 행동주의, 크라우드펀딩, 시간 기반 통화, 원격 의료, 공동 주택, 가상 자원 봉사, 소액 대출 또는 원격 학습과 같은 사회적 목적을 갖는 혁신이 포함된다. 사회 혁신에 대한 정의는 다양하지만 일반적으로 사회적 목표, 행위자 또는 행위자 간의 사회적 상호 작용, 다양성, 사회적 성과 및 혁신성에 대한 광범위한 기준이 포함된다(혁신은 대상 수혜자에게 적어도 "새로운" 것이어야 하지만, 세상에 새로운 것일 필요는 없다). 다양한 정의에는 이러한 기준의 다양한 조합과 다양한 개수가 포함된다(예: EU는 사회적 목표와 행위자 상호작용을 강조하는 정의를 사용하고 있다). 변혁적 사회 혁신은 겉보기에 다루기 힘든 문제에 대한 새로운 접근 방식을 도입할 뿐만 아니라, 애초에 문제를 일으킨 사회 제도를 성공적으로 변화시키는 데도 성공한다.
에레로 데 에가냐 B.(Herrero de Egaña B.)에 따르면, 사회 혁신은 "사회가 관련 사회적 과제(RSCh)를 처리해야 하는 새롭거나 참신한 방식으로, 더 효과적이고 효율적이며 지속 가능하거나 이전 방식보다 더 큰 영향력을 생성하며 더욱 강력하고 명확하게 만드는 데 기여한다."
이 용어와 관련된 저명한 혁신가로는 파키스탄의 아크타르 하미드 칸, 방글라데시 무함마드 유누스, 아시아, 아프리카 및 라틴아메리카와 같은 많은 개발 도상국에서 혁신을 지원하기 위한 마이크로크레딧 개념을 개척한 그라민 은행의 창립자 및 진달 센터와 같은 영감을 받은 프로그램이 있다. Dnet(사회적 기업)의 사회 혁신 및 기업가 정신 및 인포레이디(Infolady) 사회적 기업가 정신 프로그램을 위한 것이다.

## 같이 보기
- 적정기술
- 시민 사회
- 탈포드주의
- 사회 자본